# Waalse verkiezingen 2004/Kandidatenlijsten/MR
Dit zijn de kandidatenlijsten van de MR voor de Waalse verkiezingen van 2004. De verkozenen staan vetgedrukt.

## Aarlen-Marche-en-Famenne-Bastenaken

### Effectieven
1. Jean-Pierre Dardenne
2. Olivier Jocelyne
3. Cédric Bavay

### Opvolgers
1. Philippe Collard
2. Renaud Duquesne
3. Joëlle Saussez
4. Nathalie Semes

## Bergen

### Effectieven
1. Richard Miller
2. Jacqueline Galant
3. David Volant
4. Pascale Lebeau
5. Antonio D'Adamo
6. Mirella Cisternino

### Opvolgers
1. Alex Tromont
2. Stéphanie Debeaumont
3. Benjamin Lembourg
4. Fabienne Hannotte
5. Olivier Mathieu
6. Françoise Colinia

## Charleroi

### Effectieven
1. Véronique Cornet
2. Philippe Fontaine
3. Catherine Knoops
4. Jean-Pierre Marique
5. Anne-Marie Moreaux-Bernard
6. Philippe Knaepen
7. Mahmut Dorgu
8. Ghislaine Hasquin
9. Jean-Marie Allart

### Opvolgers
1. Philippe Seghin
2. Philippe Sonnet
3. Adrienne Kabimbi
4. Aurélio Cigna
5. Yolande Samparese
6. Laurence Evrard
7. Sabine Mezzorecchia
8. Perrine Lenoir
9. Olivier Chastel

## Dinant-Philippeville

### Effectieven
1. Willy Borsus
2. Pierre Helson
3. Fanny Desorme
4. Christiane Montulet-Colin

### Opvolgers
1. David Clarinval
2. Marie-Claude Lahaye-Absil
3. Lucile Meunier
4. François Bellot

## Doornik-Aat-Moeskroen

### Effectieven
1. Chantal Bertouille
2. Jean-Luc Crucke
3. Claudy Huart
4. Laurence Feron
5. Lucien Rawart
6. Serge Dumont
7. Catherine Guisset-Lemoine

### Opvolgers
1. Philippe Bracaval
2. Martine Machtelings
3. Michel Pecquereau
4. René Smette
5. Colette Debaisieux
6. Catherine Rasmont
7. Marie-Christine Marghem

## Hoei-Borgworm

### Effectieven
1. Hervé Jamar
2. Caroline Cassart-Mailleux
3. Marie-Noëlle Goffin-Mottard
4. Patrick Lecerf

### Opvolgers
1. Isabelle Lissens
2. Philippe Goffin
3. Pascale Flémal
4. Pol Guillaume

## Luik

### Effectieven
1. Michel Foret
2. Christine Defraigne
3. Marcel Neven
4. Annie Servais
5. Fabrice Drèze
6. Catherine Pirlet
7. Pierre Coenegrachts
8. Anne-Catherine Flagothier
9. Fabian Culot
10. Ann Bosschem
11. André Stein
12. Betty Binot-Roy
13. Philippe Dodrimont

### Opvolgers
1. Claude Ancion
2. Isabelle Fréson
3. Michel Peters
4. Bernadette Andrianne
5. Bernard Pourveur
6. Jennifer Mauer
7. Stéphanie Hansen
8. Laura Iker
9. Freddy Kusters
10. Josée Lejeune
11. Pierrette Cahay-André
12. Olivier Hamal
13. Daniel Bacquelaine

## Namen

### Effectieven
1. Jean-Marie Severin
2. Denis Mathen
3. Anne Humblet
4. Françoise Bailly-Berger
5. Didier Hellin
6. Stéphanie Thoron

### Opvolgers
1. Gilles Mouyard
2. Anne-Marie Straus-Godet
3. Bernard Meuter
4. Marie-France Paulet
5. Luc Bouveroux
6. Anne Barzin

## Neufchâteau-Virton

### Effectieven
1. Gérard Mathieu
2. Ingrid Balon-Bodson

### Opvolgers
1. Olivier Boclinville
2. Michèle Bitaine-Alaime
3. Benoît Piedboeuf
4. Dominique Tilmans

## Nijvel

### Effectieven
1. Serge Kubla
2. Véronique Bidoul
3. Pierre Boucher
4. Chantal de Cartier d'Yves-Monnoyer de Galland
5. Brigitte Defalque
6. Claude Jossart
7. Sophie Keymolen
8. Gérard Couronné

### Opvolgers
1. Jean-Paul Wahl
2. Jacques Otlet
3. Sybille de Coster-Bauchau
4. Héloïse Fontaine
5. Vincent Scourneau
6. Georgette Van Stichel
7. Valérie De Bue
8. Charles Michel

## Thuin

### Effectieven
1. Michel Huin
2. Marie-Astrid Féron
3. Béatrice Monseu

### Opvolgers
1. Yves Binon
2. Isabelle Druez-Marcq
3. Christiane Herbage-Houssière
4. Albert Depret

## Verviers

### Effectieven
1. Pierre-Yves Jeholet
2. Ferdel Schröder
3. Catherine Lejeune
4. Myriam Gaspar
5. Audrey Garot
6. André Denis

### Opvolgers
1. Jean-Claude Meurens
2. Charles Gardier
3. Pascale Damseaux
4. Kattrin Jadin
5. Nathalie Levèque
6. Freddy Breuwer

## Zinnik

### Effectieven
1. Florine Pary-Mille
2. Guy Flament
3. Line De Mecheleer-Devleeschauwer
4. Jean-Pierre Sauvage

### Opvolgers
1. Jean-Jacques Flahaux
2. Françoise Gondry
3. Nadine Lepoivre
4. Hervé Hasquin